# Outre-Terre
Pour l’article ayant un titre homophone, voir Outreterre.
Outre-Terre. Revue française de géopolitique est une revue trimestrielle française fondée en 2002 consacrée à la géopolitique et dirigée par Michel Korinman.

## Objectifs éditoriaux
Le portail Cairn.info écrit : « La revue de géopolitique Outre-Terre constate et analyse les enjeux, les représentations mentales et les raisonnements des différents acteurs aux échelons mondial, national voire local, et les cartographient, sans jamais prendre parti et loin de toute langue de bois. »
Elle fait intervenir autant des universitaires que des journalistes. Elle est éditée par les éditions Ghazipur. Elle a été remarquée par Le Monde diplomatique (2005).